# Michał Mikołajczak
Michał Mikołajczak (ur. 19 sierpnia 1986 w Czaplinku) – polski aktor telewizyjny, filmowy i teatralny.

## Rodzina i edukacja
Urodził się w Czaplinku jako syn pary nauczycielskiej – polonistki i nauczyciela historii, a wychował w Zelowie, gdzie w miejscowym domu kultury stawiał pierwsze kroki na scenie.
Studiował w PWSFTviT w Łodzi, gdzie wystąpił w etiudzie szkolnej Transwestyta (2005) zrealizowanej w ramach warsztatu pod opieką artystyczną Ewy Braun w reż. Mariko Sagi, a w 2006 wziął udział jako sprzedawca jabłek w przedstawieniu dyplomowym studentów IV roku pt. Pod mlecznym lasem w reżyserii Michała Staszczaka, wraz z Agnieszką Więdłochą. Naukę kontynuował w Akademii Teatralnej im. Aleksandra Zelwerowicza w Warszawie, którą ukończył w 2011.

## Kariera zawodowa
Na profesjonalnej scenie zadebiutował 1 lutego 2009 w Teatrze Rozmaitości w Warszawie w sztuce Piera Paolo Pasoliniego Teoremat w reżyserii Grzegorza Jarzyny. W 2010 grał na deskach Teatru Collegium Nobilium w spektaklach dyplomowych: Kwiaty polskie Juliana Tuwima, Stracone zachody miłości Williama Szekspira i Bracia Karamazow Dostojewskiego. Na scenie Teatru Scena STU w Krakowie wystąpił w przedstawieniach w reżyserii Krzysztofa Jasińskiego: Hamlet warszawski (2012) w roli tytułowej, Wyzwolenie (2012) jako Konrad, Wesele (2013) jako Poeta i Wędrowanie (2014) jako Poeta, Konrad i Jakub. W 2012 został aktorem Teatru Współczesnego w Warszawie.
W latach 2012–2015 grał rolę Bartosza Janowskiego, asystenta Agaty (Agnieszka Dygant) w serialu TVN Prawo Agaty. W 2016 przyjął rolę perfidnego aplikanta prawa Dariusza Żbika w telenoweli TVN Na Wspólnej.
Odbył tournée po Polsce z warszawskim Teatrem „Fabryka Marzeń”, grając postać pracodawcy Smitha w farsie Chcesz się bawić? Zadzwoń! (2018) i Norberta w sztuce Marca Camolettiego Pomoc domowa (2019), w przekładzie Bartosza Wierzbięty i reż. Rafała Sisickiego.
W 2018 zwyciężył w trzecim sezonie programu TVN Agent – Gwiazdy. W sezonie jesienno-zimowym 2019 został ambasadorem zegarków marki Boss. W 2022 wystąpił w 13. edycji programu rozrywkowego Polsatu Dancing with the Stars. Taniec z gwiazdami.
Aktywnie wspiera akcje na rzecz zwierząt i promuje zdrowy tryb życia, w tym m.in. racjonalne żywienie. 
Znalazł się na okładkach dwutygodnika „Świat Seriali” (w czerwcu 2017, w lipcu 2019) i „Super TV” (w maju 2020).

## Życie prywatne
Oprócz aktorstwa, pasjonują go piłka nożna i podróże dookoła świata.

## Filmografia
- 2005: Transwestyta (etiuda szkolna) – uczestnik terapii
- 2006: Pod mlecznym lasem (spektakl telewizyjny) – sprzedawca jabłek
- 2007: Mamuśki – młody tata (odc. 19)
- 2008: Szczęściarze (etiuda szkolna) – milioner
- 2008: Zaakceptuj mnie (etiuda szkolna) – chory chłopak
- 2009: Teraz albo nigdy! – Kamil, sąsiad Basi (odc. 2, 4-6, 9-11, 19, 21-23)
- 2010: Usta usta – nauczyciel matematyki (odc. 4)
- 2011: Ludzie Chudego – złodziej (odc. 22-23)
- 2012: Światło – policjant Jędrek
- 2012–2015: Prawo Agaty – Bartek Janowski
- 2013: Ojciec Mateusz – kucharz Wiktor (odc. 109)
- 2014: Portrety wojenne – Orkan
- 2014: Miasto 44 – Aleksander, brat Biedronki
- 2014: Czas honoru. Powstanie – SS-man Gerd (odc. 7)
- 2015: Komisarz Alex – aktor Patryk Bielecki (odc. 91)
- od 2016: Na Wspólnej – Dariusz Żbik
- od 2017: Pierwsza miłość – Piotr Majczyk
- 2017: W rytmie serca – Patryk, narzeczony Karoliny (odc. 10)
- 2017: Syn królowej śniegu – Skorpion
- 2017: Napis (etiuda szkolna) – Barczak
- 2018: Proces (spektakl telewizyjny) – świadek II
- 2019: Underdog – Nagan
- 2019: Na bank się uda – prezes banku Maciej Tarapacz
- 2020: 365 dni – szef ochrony hotelu
- 2021: Kowalscy kontra Kowalscy – partner Laury
- 2022: Kuchnia – Waldek Baran (odc. 24)
- 2022: Miłość na pierwszą stronę – sekretarz Izabelli
- 2022: Mój agent – jako on sam, aktor serialu Na Wspólnej (odc. 5)
- 2023: Zatoka szpiegów – porucznik Kurt Steiner
- 2023: Kiedy ślub? – Michał (odc. 7)

### Dubbing

#### Filmy
- 2016: Wojownicze żółwie ninja: Wyjście z cienia – obsada dubbingu
- 2016: Warcraft: Początek – obsada dubbingu
- 2017: Transformers: Ostatni rycerz – William Lennox
- 2018: Aquaman – David Hyde/Black Manta
- 2021: Czarna Wdowa – Rick Mason

#### Seriale
- 2019: Wiedźmin – Istredd
- 2021: Doogie Kameāloha, lekarka – Charles Zeller[18]
- 2022 Człowiek z Toronto - Człowiek z Majami

#### Seriale animowane
- 2010, 2012: Victoria znaczy zwycięstwo – Mack (odc. 19), Joe
- 2011: Wakfu – Ardwin (odc. 40)
- 2012: Hot Wheels: Battle Force 5 – Krylox (odc. 30, 32–33, 38, 42, 47)
- 2013: Scooby Doo i Brygada Detektywów – Butch Firbanks (odc. 32), Brzydki Jimmy (odc. 34), Benson Fuhrman (odc. 38)
- 2013: Sam i Cat – obsada dubbingu
- 2015: Przygody Kota w butach – Raul, Bułat (odc. 22, 31)